# Scarface (película de 1983)
Scarface (El precio del poder en España y Caracortada en Hispanoamérica) es una película estadounidense de drama criminal de 1983 dirigida por Brian De Palma y escrita por Oliver Stone. Se trata de una nueva versión de la película del mismo nombre de 1932 y cuenta la historia del refugiado cubano Tony Montana (Al Pacino), que llega sin un centavo a Miami a inicios de la década de 1980 y se convierte en un poderoso narcotraficante. La película está coprotagonizada por Steven Bauer, Michelle Pfeiffer, Mary Elizabeth Mastrantonio y Robert Loggia. De Palma dedicó esta versión de Scarface a los escritores de la película original, Howard Hawks y Ben Hecht.
Después de ver la cinta de 1932, Pacino se interesó en actuar en una nueva versión de la cinta y comenzó a desarrollarla junto al productor Martin Bregman. Sidney Lumet fue contratado inicialmente para dirigirla, pero fue reemplazado por De Palma, quien contrató a Stone para escribir el guion. El rodaje tuvo lugar desde noviembre de 1982 hasta mayo de 1983 en Los Ángeles y Miami. La banda sonora de la película fue compuesta por Giorgio Moroder.
Scarface tuvo un preestreno en la ciudad de Nueva York el 1 de diciembre de 1983 y se estrenó el 9 de diciembre de 1983 por Universal Pictures. La película recaudó 45 millones de dólares en la taquilla estadounidense y 66 millones en todo el mundo. La recepción crítica inicial fue negativa debido a su excesiva violencia, lenguaje vulgar y uso gráfico de drogas. Algunos expatriados cubanos en Miami se opusieron al retrato de los cubanos en la película como criminales y narcotraficantes. En los años que siguieron, los críticos la revaluaron al punto de ser considerada una de las mejores películas de gánsteres. Guionistas y directores como Martin Scorsese han elogiado la película y se la ha mencionado ampliamente en la cultura pop, así como en la música, cómics, programas de televisión y videojuegos. El filme ha llegado a ser considerado como una película de culto.

## Argumento
Antonio «Tony» Montana es un expresidiario cubano que llega a los Estados Unidos durante el éxodo de Mariel en mayo de 1980. Junto a su mejor amigo, Manolo «Manny» Ribera, son recluidos en Cayo Hueso con el resto de los demás refugiados cubanos a la espera de una resolución política. Dentro del campo, un magnate de Miami llamado Frank Lopez les encarga el asesinato de un alto cargo comunista de Cuba caído en desgracia con Fidel Castro, Emilio Rebenga, que se encuentra en el campamento. Durante un motín, Tony asesina a Rebenga y, a cambio, a Tony, Manny y a su amigo Ángel les consiguen las denominadas green card.
Tony y Manny comienzan a trabajar en un puesto de comida callejero hasta que son visitados por un asociado de Frank Lopez: Omar Suarez. Omar les encarga un trabajo de recoger droga con la promesa de $500 dólares para cada uno a lo que Tony se niega rudamente, a lo que Omar les propone otro trabajo más arriesgado pero bien remunerado consistente en realizar un intercambio de cocaína con unos colombianos en un motel. A este encuentro asisten Tony y Manny junto a dos amigos suyos, Ángel y Chichi. Sin embargo, el intercambio resulta ser una trampa tendida por los colombianos, que asesinan a Ángel con una motosierra para que Tony les revele la ubicación del dinero. Cuando estaban a punto de asesinar a Tony con la motosierra, Manny y Chichi abren fuego, logrando escapar con vida después de que Tony elimine al cabecilla en la calle mientras escapaba.
Tony contacta con Omar y está resuelto a entregarle la cocaína y el dinero directamente a Frank. Este los recibe de manera muy cordial en su mansión, insistiendo en que ambos trabajen para él. También conocen a su novia Elvira Hancock, de la cual Tony cae prendido inmediatamente. Tony se enriquece trabajando para Frank López y visita a su madre y a su hermana Gina con el objetivo de darles dinero, que su madre rechaza desaprobando las actividades delictivas de Tony. Pese a todo, Gina se alegra del regreso de su hermano.
Tony y Omar son enviados a Cochabamba, Bolivia para realizar un trato con el poderoso narcotraficante Alejandro Sosa. Tony consigue llegar a un acuerdo con Sosa en nombre de Frank, si bien no tenía autoridad para hacerlo, lo que termina por desquiciar a Omar, el cual decide regresar a Miami. Sosa y Tony permanecen juntos mientras este observa cómo Omar es colgado de una soga desde un helicóptero, revelando Sosa que Omar era un informante de la policía. Tony insiste en que él no es un soplón y le promete arreglar las cosas con Frank; Tony causa una buena impresión en Sosa, el cual decide colaborar con él, pero le deja en claro a Tony que nunca se le ocurra traicionarlo.
De vuelta a Miami, Frank está furioso con Tony por actuar a sus espaldas, pues no se fía de Sosa ni del gran gasto que supondrá el trato con él. Tony insiste en que es un buen negocio, pero Frank decide posponer el trato y le advierte a Tony sobre no actuar más allá de sus competencias si quiere durar en el negocio. Tony, cada vez más desencantado con la actitud de Frank, visita a Elvira, declarándole su amor y proponiéndole que se case con él, garantizándole que Frank no durará.
Una noche, Tony y Manny visitan el club Babylon, un local nocturno asiduo de los grandes magnates de la droga de Miami. Un hombre llamado Mel Bernstein insiste en hablar con él, resultando ser un policía corrupto, el cual le exige a Tony una serie de pagos para evitar que la policía vaya a por él; Tony se ve obligado a aceptar. Al mismo tiempo, su hermana Gina se encuentra bailando de manera provocadora con un hombre, lo que enfurece a Tony, el cual la persigue hasta el baño para evitar que su hermana mantenga relaciones sexuales con él. Gina se enfada con Tony, creyendo que la trata como a una niña y es llevada a su casa por Manny, percibiéndose la atracción que sienten el uno por el otro. Después, Tony se acerca a Elvira con la intención de coquetear con ella. Frank lo observa y le exige que se vaya, pero Tony lo ignora. Antes de que la discusión vaya a más, Frank y Elvira se marchan. Tony permanece en el club, hasta que unos hombres armados desatan un tiroteo con el objetivo de eliminar a Tony, el cual consigue escapar. Tony está seguro de que Frank envió a Mel para chantajearlo y a los matones, por lo que llama a Manny para que se reúna con él y le pide a uno de sus amigos que llame a Frank para confirmar que él es el traidor.
Tony, Manny y Chichi acuden al concesionario de Frank, el cual está con Bernstein. En ese momento, el teléfono suena y Frank afirma que es Elvira, lo cual confirma las sospechas de Tony, por lo que se decide a eliminarlo. A pesar de las súplicas de Frank y de su intento de soborno, Tony le pide a Manny que acabe con él. Bernstein, impertérrito, le confirma que Frank se enfureció por lo ocurrido con Elvira. Tony decide eliminar también a Bernstein por su anterior chantaje y se marcha a la casa de Frank, donde le comunica a Elvira su muerte, posteriormente le pide que empaque por que ahora ella se irá con él. Mientras Tony sale a fumar, ve en el cielo un Zeppelin de la marca Goodyear que muestra la leyenda «The world is yours» («El mundo es tuyo»).
La película da un salto temporal, durante el cual se muestra que Tony ha reemplazado a Frank como cabeza de la organización y que se ha casado con Elvira. Tony comienza a llevar la vida que siempre soñó, adquiriendo una lujosa mansión. Sin embargo, su nueva posición y su adicción a la cocaína lo han convertido en un paranoico de carácter tormentoso, obsesionado por el acoso policial y el miedo a los demás narcotraficantes. A su vez, otro problema surge cuando el banco encargado de lavar su dinero le comunica que va a incrementarle los porcentajes, lo que hace que Tony busque a otra persona que lo lleve a cabo. A través de Manny, Tony contacta con un judío, pero este resulta ser un policía encubierto, siendo Tony arrestado por lavar dinero y por evasión de impuestos. Su abogado le comunica que podrá evitar los cargos más graves, sin embargo, las pruebas de la evasión de impuesto aún así harían que Tony tenga que cumplir una condena de 3 años en prisión, algo que a Tony no le hace nada de gracia.
La vida de Tony cada vez se torna más miserable. Su adicción lo ha hecho adquirir un carácter cada vez más irracional e irascible, y, durante una cena en un restaurante, Elvira lo abandona cuando Tony la acusa a voces de ser estéril por su adicción a la cocaína.
Decidido a no ir a prisión, Tony va a Bolivia para reencontrarse con Sosa. Este, junto a sus importantes asociados, le ofrece un encargo de asesinato a cambio de evitar la cárcel. El objetivo de Tony es ir a Nueva York para asesinar a un periodista que se disponía a revelar en un discurso ante la ONU las actividades delictivas de Sosa y de sus asociados en el gobierno boliviano y estadounidense. Tony, junto a Alberto, uno de los hombres de Sosa, tienen que eliminar a este periodista cuando se hallaba en su coche, sin embargo, Tony se niega a hacerlo, ya que en el vehículo del periodista se encontraban además su esposa e hijos. Tras una discusión con Alberto, Tony se enfurece y le dispara, arruinando la operación. Tony contacta con Sosa, el cual le informa que el periodista logró dar su discurso y que, además, localizaron la bomba ubicada debajo de su coche y que ahora ese hombre goza de protección en todo momento. Sosa comienza a insultarle recordándole que hace tiempo le dijo que nunca se le ocurriera traicionarlo, y, sibilinamente, promete vengarse, Tony, aún furioso, le dice a Sosa que si quiere una guerra, pues tendrá guerra.
Tony es llamado por su madre, quien le informa que Gina se ha fugado con un hombre, Tony va hacia el lugar, pero su madre en cambio lo arremete, acusándolo de haber corrompido a Gina y de arruinar a su familia, llamándolo un mal hijo, mientras Tony se va, su madre se queda llorando desconsoladamente. Al llegar a la dirección donde se encontraba, descubre que era la casa de Manny, el cual lo recibe en bata y ve a Gina con él. Cegado por los celos y su irracionalidad, Tony le mete inmediatamente un disparo a Manny, acabando con su vida. Llorando y abrazada a su cadáver, Gina le revela que ambos se habían casado el día anterior, mientras Tony estaba fuera, e iban a comunicárselo al día siguiente. Tony ordena a sus hombres que lleven a Gina con él, dejando el cuerpo de Manny, pero Gina, alterada, no quiere y entonces los hombres de Tony se la llevan a la fuerza.
De vuelta en la mansión, los hombres de Sosa comienzan a infiltrarse violentamente. Completamente drogado y turbado por la muerte de Manny, Tony es incapaz de responder activamente al ataque. Todos los hombres de Tony caen uno a uno frente a los de Sosa, mientras Gina, visiblemente afectada, es también asesinada por otro de los matones. Tras observar el cuerpo de su hermana, un Tony completamente furioso y dopado, enloquece y comienza a disparar de manera frenética a los sicarios de Sosa, que se disponían a entrar en su despacho. Tony acaba con un gran número de sicarios y hace comentarios sobre su grandeza y como aún sigue en pie a pesar de los disparos, hasta que la mano derecha de Sosa, conocido como «El Cráneo», le dispara por la espalda con una escopeta. El cuerpo de Tony queda tendido en una fuente de agua donde se encontraba una estatua que tenía su lema personal: «The world is yours» («El mundo es tuyo»).
Antes que finalice la película, aparece una dedicatoria a Howard Hawks y Ben Hecht director y guionista respectivamente de la película original de 1932.

## Reparto
- Al Pacino - Tony Montana: un refugiado cubano que se convierte en un rico capo de la droga en Miami
- Steven Bauer - Manny Ray: amigo y mano derecha de Tony.
- Michelle Pfeiffer - Elvira Hancock: la novia de Frank Lopez, quien luego se casa con Tony.
- Mary Elizabeth Mastrantonio - Gina: la hermana menor de Tony, quien es sobreprotector con ella.
- Robert Loggia - Frank Lopez: un capo de la droga de Miami mentor de Tony y Manny.
- Míriam Colón - Mama Montana: la madre de Tony.
- F. Murray Abraham - Omar Suarez: La mano derecha de Frank Lopez, que desconfía de Tony.
- Paul Shenar - Alejandro Sosa: un narcotraficante boliviano y proveedor de Tony.
- Harris Yulin - Mel Bernstein: un oficial de policía corrupto en la nómina de Lopez que intenta extorsionar a Tony.
- Ángel Salazar - Chi Chi: un amigo de Tony.
- Arnaldo Santana - Ernie: un guardaespaldas de Frank Lopez, que luego trabaja para Tony.
- Pepe Serna - Angel: un amigo de Tony.
- Michael P. Moran - Nick «el cerdo»: un subordinado de Tony.
- Al Israel - Hector «el sapo»: un narcotraficante colombiano.
- Roberto Contreras - Emilio Rebenga.
- Dennis Holahan - un banquero utilizado por Tony para lavar su dinero.
- Mark Margolis - Alberto «la sombra»: un secuaz de Sosa.
- Michael Alldredge - George Sheffield: abogado de Tony.
- Ted Beniades - Seidelbaum: un oficial de policía encubierto.
- Albert Carrier - Pedro Quinn: presidente de la Corporación Azucarera de los Andes.
- Santos Morales - Waldo Rojas.
- Geno Silva - «El Cráneo».
- Richard Belzer - maestro de ceremonias del Babylon Club.
- Lana Clarkson - bailarina del Babylon Club.
- Charles Durning - oficial del Servicio de Inmigración y Naturalización (voz).
- Dennis Franz - oficial del Servicio de Inmigración y Naturalización (voz).

## Producción

### Desarrollo

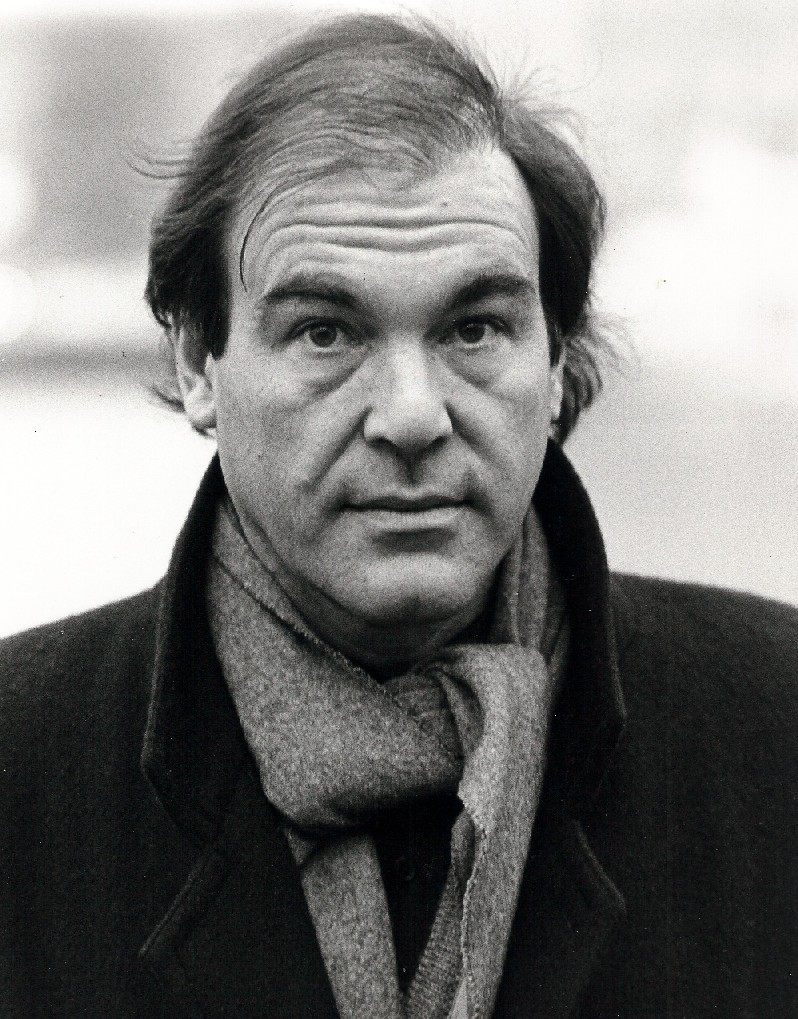
Oliver Stone escribió el guion de Scarface mientras luchaba contra su propia adicción a la cocaína.

Scarface comenzó a desarrollarse después de que Al Pacino viera la película de 1932 del mismo nombre en el Tiffany Theater mientras se encontraba en Los Ángeles. Más tarde llamó a su mánager, el productor Martin Bregman, y le comunicó del potencial que tenía una nueva versión de esa película. Pacino originalmente quería que el filme continuase siendo de época, pero se dio cuenta de que, debido a su naturaleza melodramática, sería difícil de lograr. Sidney Lumet se incorporó como director, desarrollando la idea de que Montana fuera un cubano llegando a Estados Unidos durante el éxodo del Mariel.
Las diferencias creativas de Bregman y Lumet hicieron que Lumet abandonara el proyecto. Lumet había querido hacer una historia más política que se centrara en culpar a la administración presidencial por la entrada de cocaína en los Estados Unidos, pero Bregman no estuvo de acuerdo. Bregman lo reemplazó con Brian De Palma y contrató al guionista Oliver Stone; Stone había visto el Scarface original de 1932 y no le había gustado, por lo que al principio rechazó la oferta. Solo después de hablar con Lumet se convenció de aceptar la oferta, ya que acordaron transformar la película de una pieza de época en una película contemporánea, declaró: «Sidney tuvo una gran idea en tomar la película de gánsteres de la Ley Seca estadounidense de la década de 1930 y convertirla en una película moderna de gánsteres inmigrantes que se enfrentan a los mismos problemas que teníamos entonces, prohibiendo las drogas en lugar del alcohol. Hay una prohibición contra las drogas que ha creado la misma clase criminal que la prohibición del alcohol creó la mafia». En el libro The Oliver Stone Experience, Stone declaró: «No quería hacer una película de la mafia italiana... Tuvimos docenas de estas cosas. Pero luego Bregman volvió y me dijo: Sidney tiene un gran idea, quiere hacerlo como una foto de Marielito en Miami. Dije: ¡Eso es interesante! La idea de Sidney fue buena».
Stone investigó el guion mientras luchaba contra su propia adicción a la cocaína. Él y Bregman realizaron su propia investigación y viajaron a Miami, Florida, donde tuvieron acceso a los registros de la Oficina del Fiscal Federal y la Oficina contra el Crimen Organizado. Stone se mudó a París para escribir el guion, creyendo que no podría dejar su adicción mientras estaba en los Estados Unidos, y afirmó en una entrevista de 2003 que estaba completamente fuera de las drogas en ese momento: «porque no creo que la cocaína ayude a escribir. Es muy destructivo para las células del cerebro».

### Casting

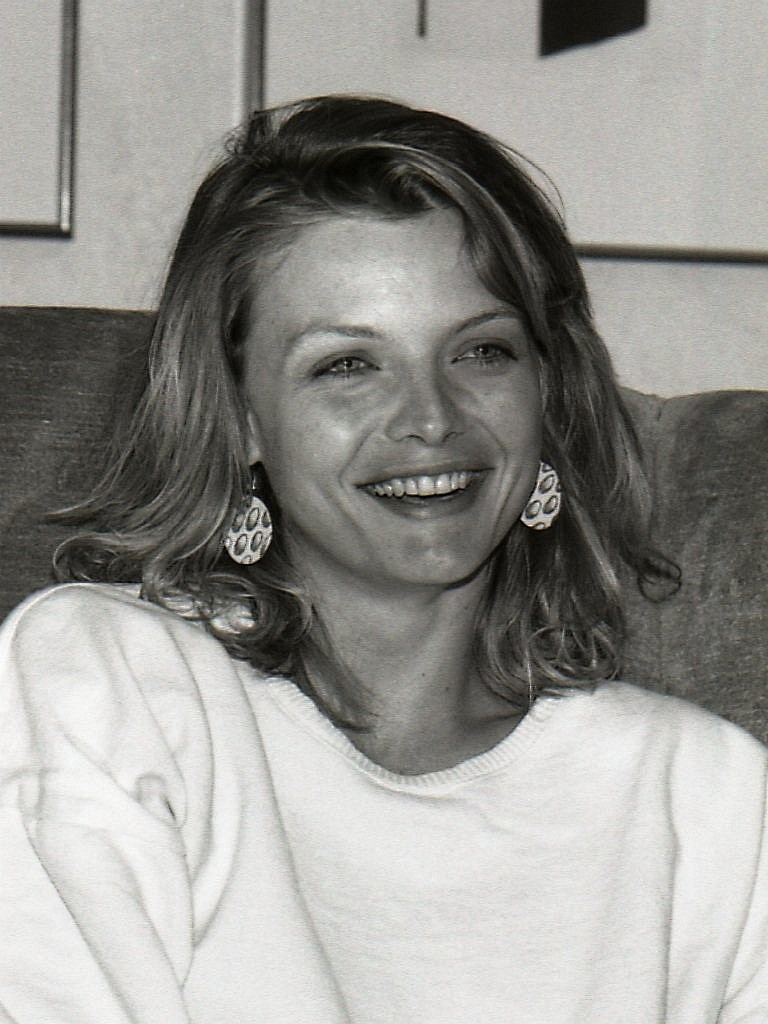
Michelle Pfeiffer era una actriz casi desconocida cuando apareció en Scarface, y en un principio tanto el protagonista Al Pacino como el director Brian De Palma se opusieron a su inclusión en el reparto.

Al Pacino insistió en asumir el papel principal como Tony Montana y trabajó con expertos en combate con cuchillo, entrenadores y el boxeador Roberto Durán para lograr el tipo de cuerpo que quería para el papel. Durán también ayudó a inspirar al personaje, que tenía «cierto león dentro de él», según Pacino. Bauer y un entrenador de dialectos le ayudaron a aprender aspectos del idioma y la pronunciación del español cubano. Mientras Pacino se encontraba en Nueva York en la producción de Author! Author!, De Palma contó con el actor Edward James Olmos para el papel de Tony en algunas lecturas del guion junto al resto de los actores.
Pfeiffer era una actriz desconocida en ese momento, y tanto Pacino como De Palma habían argumentado en contra de su elección, pero Bregman insistió en su inclusión. Glenn Close fue la primera elección para el papel, mientras que también se consideraron otras actrices como Geena Davis, Carrie Fisher, Kelly McGillis, Rosanna Arquette, Melanie Griffith, Kim Basinger, Sharon Stone y Sigourney Weaver.
Bauer obtuvo su papel sin siquiera hacer una prueba de casting. Durante el proceso de audición, la directora de casting Alixe Gordin vio a Bauer e instantáneamente notó que era el adecuado para el papel de Manny, una decisión con la que coincidieron tanto De Palma como Bregman. Él junto con Ángel Salazar, quien interpretería a Chichi, fueron los únicos actores cubanos en el elenco principal. John Travolta fue tenido en cuenta para el papel.

### Filmación
A pesar de que la película está ambientada en Miami, gran parte de la película se rodó en Los Ángeles debido a que la Junta de Turismo de Miami rechazó las solicitudes para filmar allí porque temía que la película desalentara el turismo en la ciudad con sus temas de drogas y gánsteres. La opulenta mansión de Tony era El Fureidis, una mansión de estilo romano cerca de Santa Bárbara, California. El filme se rodó durante veinticuatro semanas, desde el 22 de noviembre de 1982 hasta el 6 de mayo de 1983. En abril de 1983, sin embargo, se rodó una escena en el Fontainebleau Miami Beach de Miami. Los efectos especiales fueron realizados por Ken Pepiot y Stan Parks.
La producción se detuvo dos veces por severas precipitaciones climáticas en California. Durante la producción en marzo, Pacino tropezó durante una escena de pelea y se quemó la mano izquierda con la boca del arma que acababa de disparar. La producción se detuvo durante más de una semana mientras Pacino se recuperaba. La explosión prematura de una bomba pirotécnica también hirió a dos especialistas durante una escena filmada en su ausencia. La escena del tiroteo al final de la película también incluye una sola toma de cámara dirigida por Steven Spielberg, quien estaba visitando el set en ese momento. Para simular la cocaína en la película se usó laxante en polvo para bebés; el conducto nasal de Pacino sufrió daños menores debido a la inhalación de grandes cantidades durante el transcurso de la filmación.

### Calificación
Menos de dos meses antes del estreno de la película, el 28 de octubre de 1983, la Motion Picture Association le otorgó a Scarface una calificación X por «violencia excesiva y acumulativa y por su lenguaje». De Palma ya había vuelto a montar la película tres veces en ese momento; el director declaró: «Dije que estaba harto de esta gente, que no iba a eliminar más». Bregman le dijo a The New York Times: «Hemos sido designados como una película pornográfica... aceptaremos la calificación X y apelaremos». Universal no iba a estrenar la película con una calificación X debido a su confusión con la pornografía y porque reduciría la venta de entradas, que principalmente provenía de periódicos, emisoras de radio y televisión, los cuales no publicarían anuncios de una película con clasificación X. El 8 de noviembre, una junta de apelación compuesta por veinte propietarios de cines, ejecutivos de estudios y distribuidores independientes anuló la decisión 17 a 3 a favor de una calificación R: se requierían más de dos tercios. De Palma creía que los cambios eran lo suficientemente pequeños como para pasar desapercibidos y solicitó publicar el corte original de la película con esa calificación. Cuando la MPAA se negó, De Palma estrenó la película sin cortes de todos modos y solo lo admitió meses después del estreno de la película.

### Música
En lugar de utilizar música popular de la época en la que se desarrolla la película, la música de Scarface fue realizada por el productor discográfico italiano Giorgio Moroder. Reflejando el estilo de Moroder, la banda sonora consiste principalmente en new wave sintetizada y música electrónica estilo muzak genérico. De Palma dijo que rechazó repetidamente las solicitudes de Universal de estrenar la película con una banda sonora «pop» porque sentía que las composiciones de Moroder eran adecuadas.

## Estreno

### Cines
Scarface se estrenó el 1 de diciembre de 1983 en la ciudad de Nueva York, donde inicialmente tuvo reacciones mixtas. A dos de los actores de la película, Al Pacino y Steven Bauer, se le unieron entre el público Diane Lane, Melanie Griffith, Raquel Welch, Joan Collins y su novio Peter Holm, entre otros. Luego tuvo un estreno nacional el 9 de diciembre de 1983.

### Formato doméstico
Scarface se lanzó por primera vez a través de MCA Home Video en VHS, CED, Videodisco, LaserDisc y Betamax en el verano de 1984 —una edición de dos cintas con una relación pan and scan de 1.33:1— y rápidamente se convirtió en un éxito de ventas, convirtiéndose en el primer video de una obra cinematográfica en vender 100 000 copias a un precio de venta al público de 79,95 dólares. La película recibió un relanzamiento para VHS 1990 y en Laserdisc en 1993, tiempo después serían reeditadas en los mismos formatos en 1996. Años más tarde, en 1998 en el decimoquinto aniversario, siguió un VHS de pantalla ancha de 2.39:1 para coincidir con el lanzamiento de la edición especial en DVD. El último lanzamiento de VHS fue en 2003 junto al DVD de la edición del vigésimo aniversario. El DVD de 2003 fue remasterizado y reeditado a través de Universal Records.
La versión para la televisión de Scarface se estrenó por medio de la cadena de televisión ABC el 7 de enero de 1989. Para los pases televisivos estadounidenses se eliminaron 32 minutos de violencia, blasfemias y sexo, y gran parte del diálogo, incluido el uso constante de la palabra «fuck» (joder), que se silenció después del comienzo de «f-» o se reemplazó con alternativas menos ofensivas.
La película recibió un lanzamiento en DVD en América del Norte en el decimoquinto aniversario de la película en 1998, con una transferencia de pantalla ancha no anamórfica, un documental making-of, escenas eliminadas, notas de producción y biografías del elenco y el equipo. Esta edición no tuvo éxito y muchos fanáticos y críticos se quejaron de la transferencia de video que no se podía ver y el sonido confuso, siendo descrita como «uno de los peores lanzamientos de grandes estudios que existen». La edición del vigésimo aniversario se lanzó en DVD y VHS en 2003, y el DVD vendió más de dos millones de unidades en su primera semana y se convirtió en el título de DVD con clasificación R más vendido. Posteriormente en 2006, la película obtuvo una nueva edición en DVD como parte de la promoción del videojuego Scarface: The World Is Yours, pero esta edición fue titulado Platinum Edition y estaba dividida en 2 discos, la única novedad de este relanzamiento fue la inclusión de un documental de 12 minutos sobre el making-of del videojuego que estaba como bonus en el segundo disco.
Scarface se lanzó por primera vez en Blu-ray el 6 de septiembre de 2011, en un steelbook de edición limitada de dos discos. La edición fue criticada por su mala calidad de imagen debido al uso de un antiguo master creado a partir de la edición en DVD. El disco dos es un DVD de Scarface de 1932, con una introducción producida por TMC por Robert Osborne y con el final alternativo. El material adicional incluye todo el material bonus de las ediciones anteriores, pero se agregó el documental The Making of Scarface y un nuevo documental retrospectivo titulado: The Scarface Phenomenon.
Como parte del 100° aniversario de Universal Pictures en 2012, la película en Blu-ray y DVD fueron incluidas en el catálogo y posteriormente formó parte de las 25 películas incluidas en el caja recopilatoria de Universal 100th Anniversary Collection, junto con otras películas del estudio consideradas como clásicos. La edición de Scarface era la misma edición de 2011 sin ningún añadido nuevo.
Una versión especial, limitada a 1000 copias, presenta la edición de Blu-ray alojada en un humidor de puros, creado por el diseñador de humidores Daniel Marshall. La caja del humidor se vendía al por menor a 999,99 dólares.
El 15 de octubre de 2019 se lanzaron en Blu-ray 4K Ultra HD estándar y una edición limitada titulado Scarface: The World is Yours – Limitated Edition. El conjunto de edición limitada contiene una estatua basada en la escultura con la leyenda "The World is Yours" en la mansión de Tony, una transferencia remasterizada en base a la cinta original y, por primera vez en Blu-ray, la película original de 1932. También hay una edición estándar titulado Scarface: Gold Edition, que contiene la misma transferencia 4K y un disco remasterizado de 1080p, pero no incluye la versión de 1932. Un mes después, el 19 de noviembre, la versión original de 1932 recibió su propio lanzamiento individual remasterizado en DVD y Blu-ray. La versión 4K incluye todas las características especiales antiguas y agrega una nueva, que es una reunión especial en homenaje al 35 aniversario del lanzamiento de la película.
En Estados Unidos, la película vendió 3,7 millones de unidades de DVD recaudando 78,2 millones de dólares en 2003, y 285 916 unidades de Blu-ray recaudando 6 103 545 hasta 2020, con un total de 3 985 916 unidades de DVD y Blu-ray vendidas, con una recaudación de 84 303 545 hasta 2020.

## Recepción

### Taquilla

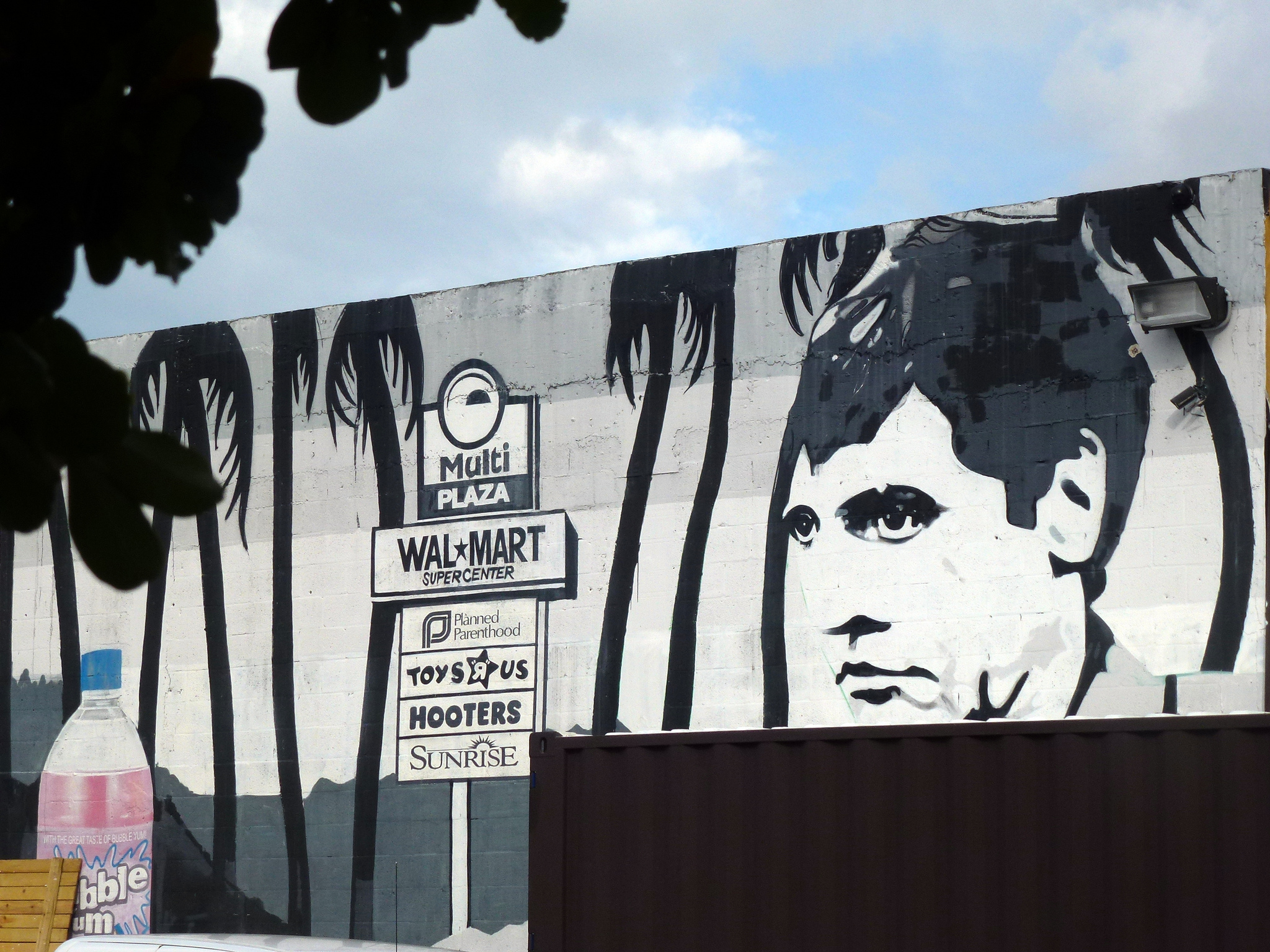
Arte en grafiti de Tony Montana.

Scarface se estrenó en cines en América del Norte el 9 de diciembre de 1983. La película recaudó 4,5 millones de dólares en 996 cines durante su primer fin de semana, un promedio de 4,616 dólares por cine, y se ubicó como la segunda película más taquillera del fin de semana detrás de Sudden Impact (9,6 millones), que debutó el mismo fin de semana. Continuó recaudando 44,6 millones en América del Norte y 20,4 millones de otros mercados, alcanzando un total de 65,1 millones de dólares. Esta cifra convirtió a Scarface en la decimosexta película más taquillera de 1983 y la séptima película con clasificación R más taquillera en América del Norte en 1983. Desde entonces, ha recibido tres relanzamientos en 2003 —una versión remasterizada por el vigésimo aniversario—, 2012 y 2014, lo que elevó el total recaudado a 45,4 millones de dólares a nivel nacional, para un total de 66 millones de dólares en todo el mundo.
En términos de entradas en taquilla, la película vendió 14 197 700 entradas en Estados Unidos y España, 1 067 544 entradas en Francia e Italia, 250 746 entradas en Corea del Sur y 195 872 entradas en Alemania, para un total de 15 711 862 entradas vendidas en estos territorios.

### Crítica
En su estreno original, Scarface recibió una respuesta crítica negativa y fue criticada por su violencia y lenguaje explícito. The New York Magazine la definió como una película vacía, intimidante y exagerada de serie B. Los escritores Kurt Vonnegut y John Irving estuvieron entre los que se retiraron disgustados después de la escena de la motosierra. A la mitad de la película, Martin Scorsese se volvió hacia Bauer y le dijo: «Ustedes están geniales, pero prepárense, porque la van a odiar en Hollywood... porque se trata de ellos».
Roger Ebert la calificó con cuatro estrellas de cuatro en su reseña de 1983 y luego la agregó a su lista de «grandes películas». Ebert escribió: «De Palma y su escritor, Oliver Stone, han creado una galería de individuos específicos y una de las fascinaciones de la película es que no estamos viendo clichés de películas policíacas, estamos viendo personas que son criminales». Vincent Canby elogió la película en The New York Times: «El estado de ánimo dominante de la película es... sombrío y fútil: lo que sube siempre tiene que bajar. Cuando cae en Scarface, el choque es tan aterrador como vívido y llamativo».
Leonard Maltin estaba entre los críticos que tenían una opinión negativa de Scarface. Le dio a la película una estrella y media de cuatro, afirmando que Scarface «se revuelca en el exceso y lo desagradable durante casi tres horas y no ofrece nuevas ideas, excepto que quien la hace la paga. Al menos la película de 1932 conmovió». Maltin incluyó un apéndice a su reseña en ediciones posteriores de su guía anual de cine, expresando su sorpresa con la nueva popularidad de la película como un clásico de culto.
En su reseña para Newsweek, David Ansen escribió: «Si Scarface te hace estremecer, es por lo que crees que ves y por la tensión acumulada de este paisaje salvaje. Es un entretenimiento grandioso, superficial y decadente, que como todas las buenas películas de gánsteres de Hollywood entrega el golpe y el contragolpe del glamour y el asco». Jay Scott escribió en su reseña para The Globe and Mail que «por momentos, Al Pacino es hipnótico como Montana». En su reseña para The Washington Post, Gary Arnold escribió: «Una película que parecía tener la intención de revelar una subcultura criminal alarmantemente contemporánea, gradualmente vuelve al cliché de los bajos fondos, cubriendo sus pistas con una decoración escandalosa y un final apocalíptico, producción ingeniosamente coreografiada para dejar al antihéroe flotando boca abajo en un literal baño de sangre».
La película cuenta con una aprobación del 81 % por parte de la crítica especializada en el sitio agregador de reseñas Rotten Tomatoes, basada en 70 reseñas, y posee una aprobación del 93 % por parte de la audiencia. El consenso de los críticos del sitio dice: «El director Brian De Palma y la estrella Al Pacino lo llevan al límite en esta epopeya de gángsteres estilizada, ultraviolenta y eminentemente citable que recorre una delgada línea blanca entre el drama moral y el exceso de celebración». Metacritic, que utiliza un promedio ponderado, asignó a la película una puntuación de 65 sobre 100 según las reseñas de nueve críticos, lo que indica «críticas generalmente favorables».

### Representación de estereotipos
Durante el rodaje, algunos cubanos se opusieron a que los personajes cubanos de la película fueran retratados como criminales por actores en su mayoría no cubanos. La película presentaba un descargo de responsabilidad después de sus créditos que decía en letras mayúsculas rojas «Scarface es un relato ficticio de las actividades de un pequeño grupo de criminales despiadados. Los personajes no representan a la comunidad cubana-estadounidense y sería erróneo e injusto sugerir que sí. La gran mayoría de cubanos-estadounidenses han demostrado una dedicación, vitalidad e iniativa que ha enriquecido la escena estadounidense».
En 2008, Damarys Ocaña de The Guardian escribió que la película refuerza los estereotipos de los cubanos como marielitos, ya que exageraba la cantidad de delincuentes en el elevador de botes de Mariel. También calificó la representación de Pacino como cubano de tener un «acento ridículo y sobreactuar». Sin embargo, de los aproximadamente 125 000 refugiados que ingresaron a los Estados Unidos en el puente, se estimó que entre 16 000 y 20 000 eran delincuentes o «indeseables» según un artículo de la revista Sun-Sentinel de 1985. En un informe de 1985, se informó que entre 350 y 400 cubanos del Mariel habitaban las cárceles del condado de Dade.
Demetrio Perez, el comisionado de la ciudad de Miami, encabezó las acusaciones contra la película. Algunas estimaciones afirman que entre los refugiados cubanos solo se incluían unos 2700 criminales peligrosos. En The Oliver Stone Experience, Stone declaró: «Bueno, Tony Montana era un gángster... Su madre y su hermana representan a la comunidad cubana honesta. Su madre lo regaña: ¡Eres una escoria, sal de mi casa! ¡Estás arruinando a tu hermana! Así que hay una fuerte moralidad en la película. Sabía incluso antes de las críticas que los cubanos no eran así. Pero lo siento: muchos cubanos sí se convirtieron en marielitos. Si se hubiese tratado sobre colombianos, habrían dicho lo mismo: 'Eres anticolombiano'».

### Premios
| Premio                       | Categoría                                       | Candidato                        | Resultado |
| ---------------------------- | ----------------------------------------------- | -------------------------------- | --------- |
| Premios Globo de Oro         | Mejor actor - Drama                             | Al Pacino                        | Candidato |
| Premios Globo de Oro         | Mejor actor de reparto                          | Steven Bauer                     | Candidato |
| Premios Globo de Oro         | Mejor banda sonora                              | Giorgio Moroder                  | Candidato |
| Motion Picture Sound Editors | Premio Golden Reel a la mejor edición de sonido | Maurice Schell                   | Candidato |
| Premios Golden Raspberry     | Peor director                                   | Brian De Palma                   | Candidato |
| Premios Satellite            | Mejor lanzamiento de DVD clásico                | Mejor lanzamiento de DVD clásico | Candidata |

La película está reconocida por el American Film Institute en estas listas:
- 2003: 100 años... 100 héroes y villanos:
  - Tony Montana - Villano nominado[72]
- 2005: 100 años... 100 citas de películas:
  - Tony Montana: «Say 'hello' to my little friend!» - Número 61[73]
- 2008: AFI's 10 Top 10:
  - Número 10 en películas de gánsteres[74]

Scarface es el único remake que aparece en lista AFI's 10 Top 10, en el número diez, mientras que el filme original de 1932 en el número seis.

## Legado

### Industria cinematográfica
Pacino ya era un actor exitoso, pero Scarface ayudó a impulsar las carreras de Pfeiffer y Mastrantonio, quienes eran relativamente desconocidas e iban a lograr tener éxito posteriormente. Entertainment Weekly clasificó la película en el puesto ocho de su lista de las «50 mejores películas de culto» y Empire Magazine la colocó entre las quinientas mejores películas de todos los tiempos, en el puesto 284. En 2009, Total Film la colocó en el puesto nueve de su lista de las treinta mejores películas de gánsteres. Scarface fue una de las primeras películas en las que el improperio «fuck» se usa de forma persistente, 226 veces en total. La compañía creada por el expresidente iraquí Saddam Hussein se llamó Montana Management en honor al personaje de Pacino.

### Capacidad de identificación con los mafiosos
Durante una redada policial en la casa de Nápoles del mafioso italiano, Carlo Padovani en 2012, se encontró un busto de porcelana de tamaño real de Tony Montana. Se decía que las figuras principales de la mafia italiana admiraban la película de Scarface y a Tony Montana, lo que confirmaba aún más que la película retrata la vida de los verdaderos capos de la droga. Otro capo de la droga de Nápoles, Walter Schiavone, ordenó que se construyera una réplica exacta de la mansión de Tony Montana de Miami, pero en Nápoles, Italia.[cita requerida]

### Influencia en el hip hop
El estreno de Scarface coincidió con el auge del hip hop, y la película ha tenido una influencia duradera en los artistas de música hip hop. El rapero estadounidense Nas se comparó a sí mismo con Tony Montana y comparó al rapero Jay-Z con Manolo, ambos personajes de Scarface, en la canción de Nas «Last Real Nigga Alive» de su álbum de 2002 God's Son, durante la época de la disputa de alto perfil entre los dos. El rapero AZ, socio cercano de Nas, se ha referido a sí mismo como Alejandro Sosa a lo largo de los años.[cita requerida]
El rapero Chief Keef usa el apodo «Sosa» en honor a Alejandro Sosa. El rapero surcoreano y miembro del grupo BTS, Agust D (más conocido actualmente como Suga), también se comparó con Tony Montana e hizo múltiples referencias a la película en su canción «Tony Montana» de su álbum debut de 2016, Agust D. En la canción de hip hop de 2011 «Jack Sparrow», una parodia de The Lonely Island, una canción de rap que pretendía ser sobre discotecas es arruinada por Michael Bolton cantando sobre varias películas, incluida Scarface.
En 2011, el rapero Future lanzó Tony Montana, disco certificado de oro. El comienzo del video musical de la canción «2 Of Amerikaz Most Wanted» de 1996 del rapero 2Pac con Snoop Dogg es una referencia a una escena de la película. El nombre artístico del rapero Tony Yayo se deriva de la película, haciendo referencia al primer nombre de Tony Montana y a un momento de la película en el que Tony le dice a Chi-Chi que «trae el yeyo». En 2023, Drake sampleó un monólogo de Pacino en la película y lo incluyó en la canción «Daylight».